# Лази-Дуже (Лодзинське воєводство)
Лази-Дуже (пол. Łazy Duże) — село в Польщі, у гміні Розпша Пйотрковського повіту Лодзинського воєводства.
Населення — 190 осіб (2011).
У 1975-1998 роках село належало до Пйотрковського воєводства.

## Демографія
Демографічна структура станом на 31 березня 2011 року:
|          | Загалом | Допрацездатний вік | Працездатний вік | Постпрацездатний вік |
| -------- | ------- | ------------------ | ---------------- | -------------------- |
| Чоловіки | 91      | 24                 | 58               | 9                    |
| Жінки    | 99      | 36                 | 44               | 19                   |
| Разом    | 190     | 60                 | 102              | 28                   |